# 諾蓋爾鳥屬
諾蓋爾鳥（學名Noguerornis）是一類反鳥亞綱鳥類。它們生存於約1億3000萬年前的白堊紀早期，其化石是在西班牙發現。